# Wolf Heinrich von Gemmel
Wolf Heinrich Freiherr von Gemmel war 1705 Hofkammerrat und Angehöriger der bayerischen Landstände.

## Leben
Während des Spanischen Erbfolgekrieges (1701–1713/14) wurde Bayern von kaiserlichen Truppen besetzt. Dagegen richtete sich die Bayerische Volkserhebung. Die Kaiserliche Administration in Bayern beauftragte Freiherrn von Gemmel im November 1705, in Burghausen und Braunau am Inn auf die Aufständischen einzuwirken. Georg Sebastian Plinganser, ein Anführer der Aufständischen, wollte von einem Vergleich nichts wissen.
Vom 10. bis 12. Dezember 1705 verhandelte Freiherr von Gemmel zusammen mit Hofratsvizepräsident und Landsteurer der Landschaft Georg Anton Freiherr von Hegnenberg, Johann Rudolf Freiherr von Wämpel und Bürgermeister Ossinger aus München im Högerschlösschen in Anzing den Waffenstillstand von Anzing.
Christian Probst berichtet, dass Freiherr von Gemmel das Leid, die Schlacht von Aidenbach über die Bevölkerung gebracht worden war, zum Anlass nahm, mit seinen Vermittlungsbemühungen erneut zu beginnen. Er schrieb am 11. Januar 1706 an das Rentamt Burghausen und die Stadt Schärding, wobei er die Aufständischen ermahnte, sofort die Waffen niederzulegen, und seine Vermittlung bei Kaiser Joseph I. anbot.